# Holmelgonia falciformis
Holmelgonia falciformis là một loài nhện trong họ Linyphiidae.
Loài này thuộc chi Holmelgonia. Holmelgonia falciformis được miêu tả năm 1990 bởi Scharff.